# Vladimir Smiljanić-Babura
Vladimir Smiljanić-Babura (Vinkovci, 14. studenog 1950. – Split, 1972.), hrvatski rukometaš

Rodio se u Vinkovcima 1950. Počeo je rukometnu karijeru u Bjelovaru s petnaest godina. Za rukometni klub Partizan (danas RK Bjelovar), odigrao je oko 200 utakmica. Imao je modernu viziju rukometa. S klubom je osvojio i naslov Europskih rukometnih prvaka 19. veljače 1972. Igrao je u finalnoj utakmici. Nastupio je sedam puta za rukometnu reprezentaciju Jugoslavije, bio je i juniorski reprezentativac. Tragično je poginuo u prometnoj nesreći kod Splita u 23. godini života. RK Bjelovar, svake godine organizira tradicionalni rukometni turnir, nazvan po njemu.